# Jean-Baptiste de Belloy-Morangle
Jean-Baptiste de Belloy-Morangle, francoski rimskokatoliški duhovnik, škof in kardinal, * 9. oktober 1709, Morangles, † 10. junij 1808.

## Življenjepis
3. oktobra 1751 je bil imenovan za škofa Glandèvesa; 20. decembra istega leta je bil potrjen in 30. januarja 1752 je prejel škofovsko posvečenje.
22. junija 1755 je bil imenovan za škofa Marseilla; 4. avgusta istega leta je bil potrjen in 21. septembra 1801 je odstopil s tega položaja.
8. aprila 1802 je bil (pri starosti skoraj 93 let) imenovan za nadškofa Pariza in 10. aprila istega leta je bil potrjen.
17. januarja 1803 je bil povzdignjen v kardinala (prvi pariški nadškof, ki je postal tudi kardinal po več kot sto letih) in imenovan za kardinal-duhovnika S. Giovanni a Porta Latin.
Umrl je kot pariški nadškof in kardinal pri starosti skoraj 99 let.